# Monotoma productum
Monotoma productum es una especie de coleóptero de la familia Monotomidae.

## Distribución geográfica
Habita en Nuevo Brunswick (Canadá) y Florida (Estados Unidos).